# Дагдский район
Дагдский район (латыш. Dagdas rajons) — бывший административный район Латвийской ССР.

## История
Дагдский район был образован Указом Президиума Верховного Совета Латвийской ССР от 31 декабря 1949 года.
Район состоял из рабочего посёлка Дагда, Андзельского, Андрупенского, Асунского, Берзинского, Ваверского, Дагдского, Игнатовского, Казимировского, Кастулинского, Кеповского, Муйжниекского, Ниперского, Островского, Пундорского, Сваринского, Шкяунского, Эзерниекского и Яунокрского сельских советов. Районным центром был рабочий посёлок Дагда.
17 апреля 1962 года Дагдский район был упразднён, а его территория передана в Красловский и Резекненский районы.
Расстояние от Риги по железной дороге составляло 272 км. Ближайшей железнодорожной станцией была Скайста, находившаяся в 29 км от районного центра.